# Theodor Hassmann
Theodor Hassmann, uváděn též jako Theodor Haßmann (17. února 1825 Podbořany – 17. září 1894 [uváděno též úmrtí 18. září 1894] Žatec), byl český politik německé národnosti, v 2. polovině 19. století poslanec Českého zemského sněmu a Říšské rady, starosta Žatce.

## Biografie
Narodil se v Podbořanech. Profesí byl advokát. V roce 1848 byl zvolen do celoněmeckého Frankfurtského parlamentu.
Po obnovení ústavního života počátkem 60. let 19. století se zapojil do zemské a celostátní politiky. V zemských volbách v Čechách v roce 1861 byl zvolen v městské kurii (obvod Žatec – Kadaň) do Českého zemského sněmu. Do voleb šel jako nezávislý německý kandidát, tedy bez oficiální podpory německého volebního výboru. Za týž obvod byl zvolen i ve sněmovních volbách v lednu 1867. Mandát zde obhájil i v krátce poté vypsaných volbách v březnu 1867. Opětovně byl zvolen rovněž ve volbách do Českého zemského sněmu roku 1870 a volbách roku 1872.
V této době byl rovněž poslancem Říšské rady (celostátní zákonodárný sbor), kam ho vyslal zemský sněm roku 1861 (tehdy ještě Říšská rada nevolena přímo, ale tvořena delegáty jednotlivých zemských sněmů). Zastupoval tu kurii měst a průmyslových míst, obvod Žatec – Kadaň. Politicky se profiloval jako stoupenec německého liberalismu (Ústavní strana).
Byl dlouholetým starostou Žatce a čestným občanem Žatce a dalších měst.